# Helen Silving-Ryu
Helen Silving-Ryu (ur. 8 marca 1906 w Krakowie jako Henda Silberpfennig, zm. 1993) – polsko-amerykańska prawniczka, adwokatka wykładowczyni akademicka, specjalistka prawa międzynarodowego. Pierwsza kobieta w USA, która uzyskała tytuł profesorski w dziedzinie prawa, jedyna kobieta, której mentorem był austriacki filozof i prawnik Hans Kelsen.

## Życiorys
Urodziła się w 1906 w Krakowie w ortodoksyjnej mieszczańskiej rodzinie Żydów: Szaje Chaima i Sary vel Salomei (z domu Bauminger) Silberpfennig jako drugie z trojga rodzeństwa. Imię Henda otrzymała po swej prababce, która była pierwszą bankierką w Krakowie. Jej ojciec Szaje będący przewodniczącym społeczności żydowskiej w Tarnowie, został zamordowany przez hitlerowców. Pasję do nauki odziedziczyła po swej wykształconej matce Salomei, która w tajemnicy przed rodziną wstąpiła na Uniwersytet Jagielloński (co nie było podówczas tolerowane w ortodoksyjnej społeczności żydowskiej) i utalentowaną pianistką. Jako nastolatka władała w mowie i piśmie językami: polskim, hebrajskim i francuskim. Na naukę została wysłana do szkoły w Baden (Austria), gdzie opanowawszy niemiecki, uzyskała z wynikiem celującym świadectwo dojrzałości, nazywane wówczas w Austrii terminem Matura. Wstąpiła na Uniwersytet Wiedeński jako jedna z pierwszych 6 kobiet, uzyskując doktorat z nauk politycznych w 1929. Uzyskanie w 1936 w Wiedniu doktoratu nauk prawnych uprawniało ją do rozpoczęcia praktyki prawniczej, jednakże na przeszkodzie stanęło to, że miała obywatelstwo polskie, a nie austriackie. Jednocześnie odrzucała możliwość uzyskania obywatelstwa w drodze zamążpójścia. 
Na decyzję o wyjeździe do Stanów Zjednoczonych na podstawie posiadanej od kilku lat wizy złożyła się nie tylko pogarszająca się sytuacja Żydów w kraju opanowanym przez nazistów, ale również zawód miłosny. Henda była narzeczoną rabina Wojska Polskiego Bronka, który został zmuszony do zakończenia związku przez swojego ortodoksyjnego ojca, również rabina, który miał obiekcje co do religijności przyszłej synowej. Sama Silving wspominała, że niedoszłemu teściowi przeszkadzała jej „światowość”.  
W 1939, niemal w przededniu wybuchu wojny, przybyła do USA, mając przy sobie 10 dolarów i w Nowym Jorku rozpoczęła długotrwałe poszukiwania pracy. Mimo złych warunków materialnych nie imała się zajęć nie odpowiadających jej wykształceniu. Chodząc po ulicach Bostonu natknęła się na prawnika i filozofa Hansa Kelsena, który natychmiast zaproponował jej stanowisko jego asystentki na wydziale nauk społecznych, na co ona równie szybko przystała. Początki pobytu Kelsena w USA były podobne, on również miał ogromne trudności w zdobyciu pracy i uznania. Silving i Kelsen intensywnie współpracowali podczas jej pobytu na Uniwersytecie Harvarda. Silving uzyskała dyplomat na Uniwersytecie Columbia. Otrzymała uprawnienia adwokackie oraz obywatelstwo USA. 
W 1956 Kelsen zarekomendował ją do objęcia przygotowanej dla niego katedry profesora prawa kryminalnego na uniwersytecie w Puerto Rico, co spowodowało, że została ona pierwszą kobietą, która uzyskała stanowisko profesora prawa w Stanach Zjednoczonych.
3 stycznia 1957 poślubiła Paula K. Ryu.

## Wybrane publikacje
- Silving, Helen Immigration Laws of the United States, Oceana Publications 1948[5].
- Silving, Helen Constituent elements of crime, Thomas 1967[6].
- Silving, Helen Sources of law, W. S. Hein 1968
- Silving, Helen (1956). Nationality in Comparative Law[7].
- Silving, Helen In Re Eichmann: A Dilemma of Law and Morality. American Society of International Law 1961[8].
- Ryu, Helen Silving The Twilight Zone of Positive and Natural Law 1955[9].
- Silving, Helen The Lasting Value of Kelsenism, University of Tennessee 1999
- Ryu, Paul K.; Silving, Helen Nullum Crimen Sine Actu 1964
- Silving, Helen Essays on mental incapacity and criminal conduct. Thomas 1967
- Silving, Helen Criminal justice, W. S. Hein 1971